# Socrealizam
Socrealizam ili socijalistički realizam je doktrina nastala 1930-ih u SSSR-u po kojoj umjetnost treba izražavati ideje socijalizma, napose slijediti odgojne ciljeve koje postavlja komunistička partija (tzv. partijnost umjetnosti), uz eventualno kritičko gledanje na ranije realističke pravce u književnosti, u slikarstvu i dr. Nakon završetka Drugog svjetskog rata proširio se i na ostale istočnoeuropske zemlje komunističkog svijeta i uspoređivan je s nacističkim i fašističkim stilom u umjetnosti. Slično kao i nacistička umjetnost, ovaj se izričaj lako može diskvalificirati jer je velik dio njegove produkcije estetski sub par: posjeduje preveliku deskriptivnost, naglašavanje fizičke snage koje danas izgleda karikaturalno, inzistiranje na monumentalnosti i grandioznosti, preočitu i prebanalnu ideološku poruku koja nas „lupa u glavu”.

## Povijest
Prvo desetljeće nakon Oktobarske revolucije, prošlo je u traženju pravog umjetničkog izraza za novo društvo, i bilo je barem što se tiče umjetnosti - vrijeme umjetničke slobode i brojnih ruskih izama (Suprematizam, konstruktivizam) i eksperimenata. Nakon stabilizacije režima 1930-ih počelo se sređivati stanje u kulturi, najprije su ukinute sve dotadašnje umjetničke organizacije, a onda osnivane nove socijalističke. 
Prvi teoretičar tog stila bio je Anatolij Lunačarski koji je još 1906. iznio potrebu za stvaranjem proleterskog realizma, kao protuteže buržujskoj umjetnosti. Termin socijalistički realizam prvi je skovao Ivan Gronski predsjednik tadašnjeg organizacijskog komiteta Saveza sovjetskih pisaca i objavio u Literarnoj gazeti 1932. Stil je postao službeni umjetnički pravac nakon I. kongresa sovjetskih pisca 1934., kada ga je inaugurirao Maksim Gorki. Zahtjevi za socrealizmom su se odnosili na kritiku ranije avangarde, te „malograđanštine” u književnosti. Od umjetnika se zahtijevalo da nekritički slave i uzdižu vladajući sustav, ljude na vlasti i proklamiraju politiku. Takvu praksu nisu prihvaćali veliki književnici toga vremena (npr. Maksim Gorki, Boris Pasternak, Mihail Bulgakov), donekle uz izuzetak Šolohova (u romanu Uzorana ledina, ne i u Tihom Donu). Vrlo je malo pisaca tog stila uspjelo stvoriti pravi lik od krvi i mesa, kao što je to uspjelo Nikolaju Ostrovskom u njegovom prvom i jedinom romanu Kako se kalio čelik. Njegov junak Pavel Korčagin, stvarni je čovjek dirljivo i strastveno ocrtan, vjerojatno zato što je to bio i autobiografski roman i osobno iskustvo samog tragičnog romanopisca. Većina ostalih likova bili su nažalost puno neuvjerljiviji i beživotni.
U slikarstvu takvim se smatraju djela A. M. Gerasimova, u kiparstvu djela V. I. Muhine, no i tu današnja kritika ističe snažna autorska preoblikovanja umjetnika.
U samom početku socijalistički realizam bio je umjetnička i književna doktrina političke cenzure u Sovjetskom Savezu. Doktrirarno ga je oblikovao - Savez sovjetskih pisaca, a od kraja 1930-ih postao je obvezan za sve koji su se željeli baviti umjetnošću. Suština socijalističkog realizma svodila se prvenstveno na to da umjetnost ocrtava pozitivan prikaz socijalističkog društva, konvencionalnim realističkim vokabularom, koji je trebao doprijeti do najširih masa. Tko se nije držao tog, bio bi jednostavno isključen iz kruga onih koji imaju privilegiju stvarati. 
Veliki poticaj u širenju socijalističkog realizma bio je uvođenje Staljinove nagrade od 1939. za doprinose u umjetnosti i znanosti. Prva nagrada za slikarstvo dodijeljena je 1941. Ona je donosila ne samo novac, već ono što je bilo puno važnije u tadašnjem sovjetskom društvu - društveni ugled. Dobitnik je mogao očekivati da dogura do položaja narodnog umjetnika, koji je donosio trajno osiguranje egzistencije (plaćeni prostor za rad - atelje, narudžbe državnih institucija i kakvu trajnu sinekuru; mjesto profesora na nekoj umjetničkoj školi, akademiji ili državnoj instituciji).
Vrhunac stila bio je 1946., kada je tadašnji partijski sekretar Andrej Ždanov objavio dekrete o striktnoj državnoj kontroli na polju umjetnosti i borbu protiv zapadnjačkih utjecaja. Karakterizira je izrazita nemaštovitost u izrazu i prepisivanje prirode, idealizam tijela mladića i djevojaka s kojima se mladež trebala poistovjećivati, hiper-dimenzioniranost i slika i skulptura, te megalomanski kultovi ličnosti (Staljina su veličali kao "genijalnog" vođu). Naravno te "uljepšavane" slike su služile u prikrivanju istine, kao Staljinovih masovnih progona svih slojeva društva, brojnih likvidacija, pretrpanih zatvora i sibirskih gulaga u kojima su stotine tisuća ljudi, žena i djece jedva preživljavali ili masovno umirali od neljudskih napora, hladnoće i gladi.
Komunistička arhitektura u SSSR-u je težila da pokaže kako je baštinila najbolje tradicije i da je ona jedina njihova prava nasljednica. Tako nastaju nerazmjerno voluminozne i visoke državno-političke zgradurine u tradicijskim oblicima, okrunjene novim sovjetskim simbolima (poput ogromne pozlaćene skulpture Lenjina na najvišem tornju Centralnog komiteta Sovjeta).
Nakon Staljinove smrti 1953., praksa socijalističkog realizma vremenom je postala opuštenija, iako je cenzura (i autocenzura), ostala relativno jaka sve do pojave Gorbačovljeve glasnosti od sredine 1980-ih. 

## Predstavnici
| - Antun Augustinčić - Isaak Brodski - Aleksandar Gerasimov - Maksim Gorki - Želimir Janeš - Semigallia Gustavs Klucis - Frano Kršinić | - Vera Muhina - Vanja Radauš - Aleksandar Samokhvalov - Grigorij Šegal - Mihail Šolohov - Eugen Vučetić |  |

- Vasilij Orlov, Po rodnome kraju
- Sergej Maljutin, Partizan
- Isaak Brodski, Staljin
- Mitofan Grekov, Trubač i zastavnik
- Ivan Šadr, Kamen kao oružje proleterijata
- Joko Knežević, Spomenik ženi Biokovki

## Socrealizam u Hrvatskoj
Nakon Drugoga svjetskog rata i stvaranja tzv. Druge Jugoslavije Hrvatska je kultura bila predodređena za socijalistički realizam ili socrealizam. Trebala je odraziti društvenu stvarnost prožetu partijskom ideologijom i sovjetskim uzorom. U Hrvatskoj, posebno stavom Miroslava Krleže još iz ranijih polemika (Četiri ovna jugoslavenske književnosti i dr.), takvi zahtjevi nisu bili prihvaćani, a probijali su se tek sporadično (npr. Ivo Andrić u pričama tipa Elektro-BiH) ili u dekorativnoj umjetnosti i spomeničkoj plastici (Antun Augustinčić, Vanja Radauš i dr.). Nakon 1948. i formalnog razlaza s Informbiroom počelo je i formalno udaljavanje od tog pravca koje je kulminiralo Krležinim referatom O slobodi kulture, na Kongresu pisaca Jugoslavije 1952. godine. Ono što je zastupala službena politika i stvarna razina ukorijenjenosti socrealizma u hrvatskoj književnosti i kulturi općenito na kraju se rasplinula u niz različitih smjerova. Kulturni i politički projekt socrealizma u hrvatskoj kulturi ostao je na razini malobrojnih i slabih socrealističkih ostvaraja, te ideološki opterećenog diskurza.

## Poveznice
- Ideologija
- Ruska umjetnost
- Realizam (književnost)
- Realizam (likovna umjetnost)

## Vanjske poveznice
- REFLEKSIJE VREMENA: Zavirite u neka davno prošla vremena – prva decenija komunističke Jugoslavije na dlanu, lupiga.com, 14. prosinca 2012.
- Socrealizam na djelu: Hipnotizirajući raskoš moskovskog metroa, klix.ba
- SOCREALIZAM Između antike i hrišćanstva, pecat.co.rs
- [http://www.korpanyuk-art.com/ Galerija

socrealizma]  Arhivirana inačica izvorne stranice od 27. veljače 2012. (Wayback Machine)
- Virtualni muzej političke umjetnosti